# Cerámica de retícula bruñida

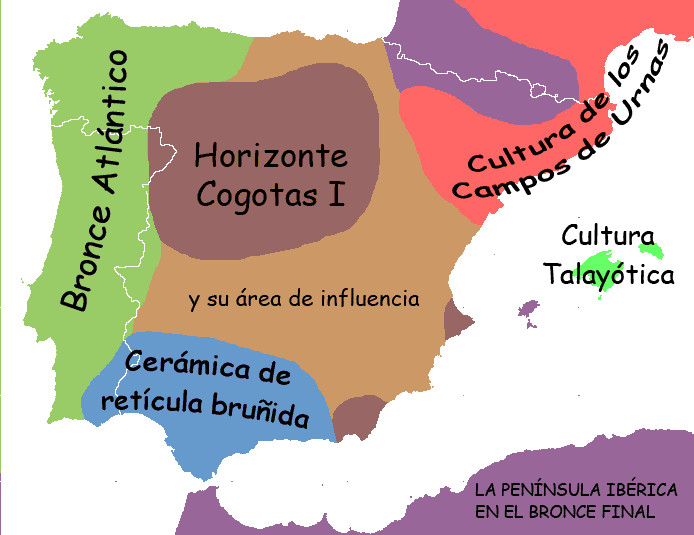
Distribución espacial de las culturas del Bronce Final en la península ibérica.

Cerámica de retícula bruñida es la denominación de una tipología cerámica del primer período tartésico (Bronce Final en el sur de la península ibérica), caracterizada por los motivos decorativos reticulares y superficie bruñida. Es simultánea a de la “cerámica de tipo Carambolo”, asociada al tesoro de El Carambolo). Prolonga su cronología hasta el siglo VII a. C., ya en el periodo orientalizante.
En ambas tipologías predominan los temas geométricos, por lo que se ha propuesto su asociación al periodo geométrico griego.